# 2-己酮
2-己酮（英語：2-Hexanone，也称为甲基正丁基酮，缩写MBK，化学式C6H12O），是一种有机化合物，一般用作溶剂和油漆。其代谢产物2,5-己二酮有神经毒性。